# 哥倫比亞毒品貿易

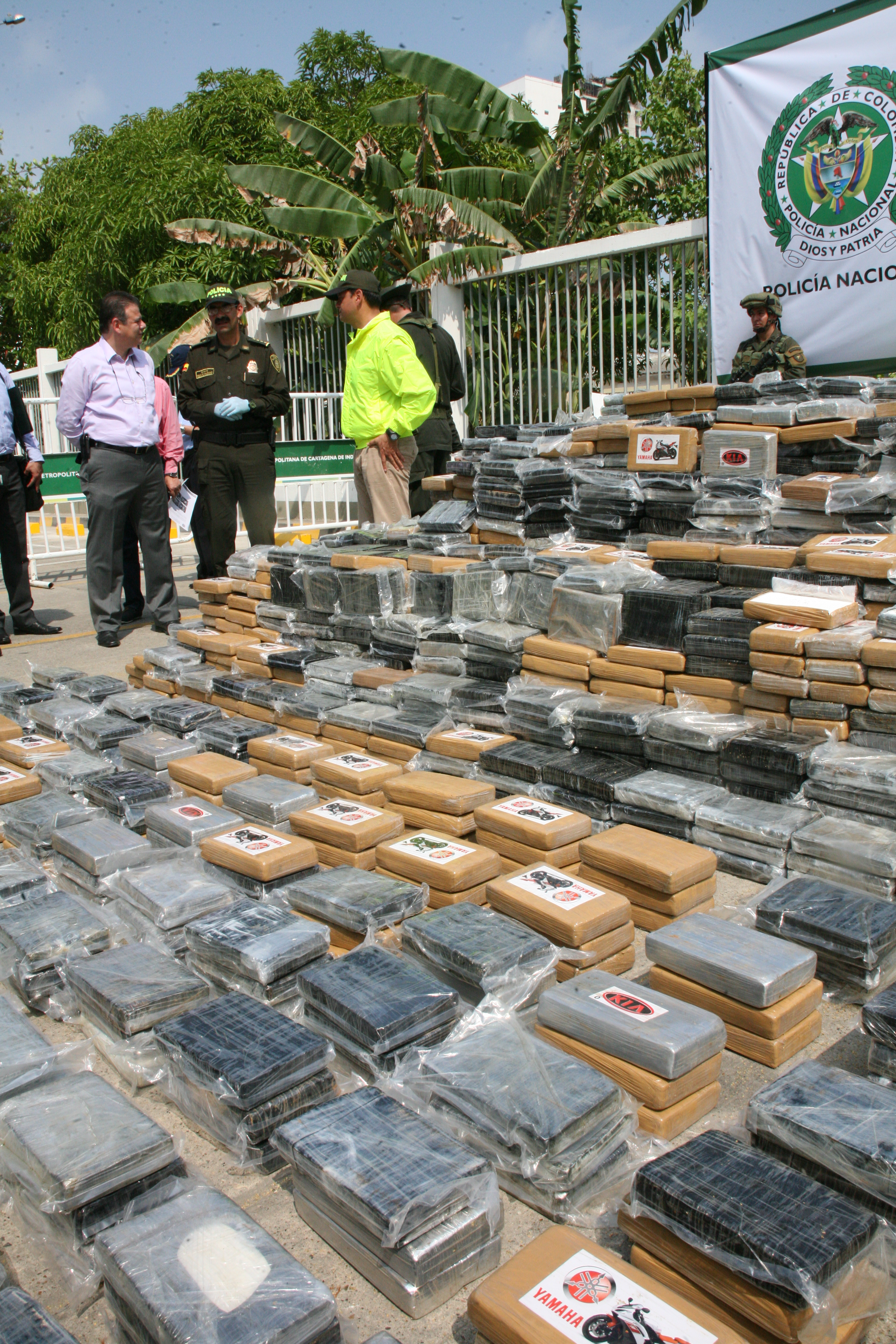
哥伦比亚警方查获的可卡因

哥伦比亚長期以來一直是古柯生产大国。自1970年代以来，哥伦比亚境內的毒品交易一直由哥倫比亞四大贩毒集团控制，它們分別是麥德林集團、卡利集团、北谷集团以及北海岸集團。 毒品貿易甚至催生了一個新的哥倫比亞社会阶层，并影响了哥伦比亚文化和該國政治的方方面面。
美国是世界上最大的可卡因消费国，美国政府一直積極干預哥伦比亚，试图切断哥倫比亞境內的毒品供應鏈。哥伦比亚政府也一直在打擊与毒品有关的犯罪组织，並且與哥倫比亞境內的販毒准军事组织、游击队和贩毒集团之间进行低强度的哥倫比亞內戰。